# Ограбление инкассаторской машины
«Ограбление инкассаторской машины» (англ. Armored Car Robbery) — фильм нуар режиссёра Ричарда Флейшера, вышедший на экраны в 1950 году.
Фильм рассказывает историю тщательно спланированного ограбления инкассаторской машины в тот момент, когда она останавливается около стадиона, чтобы забрать дневную выручку. Грабителям во главе с Дейвом Пёрвисом (Уильям Тэлман) удаётся похитить часть денег и скрыться, однако один из них получает ранение. Крутой лос-анджелесский коп (Чарльз Макгроу), после того, как его напарника убивают в перестрелке около стадиона, начинает упорное и непримиримое преследование преступников.
Фильм является одной из первых нуаровых картин, относящихся к субжанру «фильмов об ограблении», став своего рода предшественником таких значимых картин, как «Асфальтовые джунгли» (1950) Джона Хьюстона, «Мужские разборки» (1955) Жюля Дассена и «Убийство» (1956) Стэнли Кубрика. Сцена ограбления имеет определённое сходство с аналогичной сценой в фильме Роберта Сиодмака «Крест-накрест» (1949). Кроме того, фильм является одним из ранних образцов нуара в субжанре полицейский процедурал, к которому относятся, в частности, такие фильмы, как «Обнажённый город» (1948), «Он бродил по ночам» (1948), «Линейка» (1958) и «Город страха» (1959).
«Снятый в Лос-Анджелесе на стадионе „Ригли Филд“ и среди пейзажа со зловещими нефтяными вышками Лонг-Бич, Калифорния, фильм почти шокирует своим вызывающим насилием и кульминацией, которая прямо-таки ужасна».

## Сюжет
В департаменте полиции Лос-Анджелеса сотрудники детективного отдела лейтенант полиции Джим Корделл (Чарльз Макгроу) и его напарник, лейтенант Филлипс, получают срочный сигнал о перестрелке и попытке ограбления на бейсбольном стадионе «Ригли Филд». Прибыв на стадион, они выясняют, что вызов был ложным, и уезжают. Тем временем, около стадиона стоит опытный расчётливый преступник Дейв Пёрвис (Уильям Тэлман), который по секундомеру высчитывает время, которое понадобилось полиции, чтобы прибыть на место преступления.
Вечером в театре бурлеска Пёрвис встречается с неким Бенни МакБрайдом (Дуглас Фоули), закоренелым преступником, который отчаянно нуждается в деньгах, чтобы удержать свою жену, стриптизёршу и звезду шоу Ивон ЛеДу (Адель Джергенс). Бенни знает, что жена завела любовника, но готов заплатить любые деньги за то, чтобы она вернулась. А своего соперника он клянётся жестоко наказать, не подозревая, что любовником Ивонн является Пёрвис. Пёрвис предлагает Бенни пойти на большое дело, и в случае согласия, подобрать ещё двух надёжных парней. Бенни с готовностью соглашается, и Пёрвис даёт телефон, по которому его будет можно разыскать, требуя, чтобы тот запомнил его на память, так как никогда не оставляет никаких следов. Однако Бенни, чтобы не забыть номер, в тайне от Пёрвиса записывает номер на спичечной упаковке.
На следующую встречу с Пёрвисом Бенни приводит двух знакомых мелких бандитов Эла Мэйпса (Стив Броуди) и Уильяма «Эйса» Фостера (Джин Эванс). Узнав от Первиса, что он планирует ограбление инкассаторской машины, оба бандита отказываются, считая, что это дело обречено на провал. Однако узнав, что они разговаривают с самим Пёрвисом, который недавно успешно осуществил аналогичное ограбление в Чикаго, тут же меняют своё мнение. Бандиты не понимают, зачем нужно брать сравнительно небольшую выручку, которые инкассаторы получат на стадионе, однако Пёрвис объясняет, что стадион является последней точкой на маршруте инкассаторов, и к этому моменту в машине находится около полумиллиона долларов. Пёрвис говорит, что половину всей добычи он заберёт себе, а остальное они поделят на три части. После достижения согласия Первис излагает им детальный план ограбления, говоря, что на подготовку у них есть одна неделя.
В день ограбления Фостер под видом фермера на старом драндулете медленно едет вслед за инкассаторской машиной. Когда инкассаторский броневик останавливается, Фостер также останавливается у него в хвосте, делая вид, что заглох двигатель. Вокруг старого драндулета собирается несколько зевак, среди них водитель инкассаторской машины, а также Пёрвис и Бенни. Когда инкассаторы подходят к броневику и открывают дверь, Фостер пускает из своего драндулета в их направлении мощную струю едкого дыма, который парализует инкассаторов. Надев противогазы, бандиты начинают быстро перегружать содержимое инкассаторской машины в автомобиль, на котором подъехал Мэйпс. Однако появление дыма замечают сотрудники стадиона, которые немедленно сигнализируют в полицию. В этот момент машина Корделла и Филлипса оказывается как раз недалеко от места преступления, и подъезжают ещё до того, как бандиты успевают скрыться. В завязавшейся перестрелке Пёрвис убивает Филлипса, который пытался приблизиться к бандитам, а Корделл ответным огнём ранит в живот Бенни. Бросив часть добычи, бандиты пытаются скрыться, Корделл их преследует на своём автомобиле, однако, чтобы избежать столкновения с грузовиком вылетает на тротуар и прокалывает колесо. Несмотря на организованное преследование, бандитам удаётся уйти от погони.
В госпитале врач сообщает Корделлу, что Филлипс, с которым он работал вместе много лет и был его близким другом, погиб. В качестве нового напарника Корделл получает молодого детектива Дэнни Райана (Дон МакГуайр).
Тем временем в пустынном месте под мостом бандиты пересаживаются в заранее заготовленный автомобиль и переодеваются в форму рабочих с нефтяных месторождений. Двигаясь мимо нефтяных разработок в направлении порта, они натыкаются на один из блокпостов, которые по указанию Корделла были выставлены на всех дорогах, ведущих из Лос-Анджелеса. Несмотря на ранение Бенни, им удаётся обмануть полицейских и успешно пройти досмотр. Однако несколько минут спустя один из копов замечает на своей форме капли крови, и заподозрив, что в пропущенной ими машине мог быть раненый человек из ориентировки, начинает преследование. Полиция обнаруживает машину, на которой было совершено ограбление, по отпечаткам шин эксперты устанавливают тип и класс машины, на которую пересели бандиты, а также исследуют выброшенный комплект одежды. Получив новые ориентировки, полиция начинает прочёсывать район порта в поисках бандитов.
Преступникам удаётся спрятаться в домике в порту, служащим им временным укрытием, так полиция уже идёт по их следу и начинает прочёсывать район порта. Бенни становится всё хуже, и он просит отдать ему его долю и отвезти к врачу. Пёрвис говорит, что сейчас это невозможно. Когда Бенни угрожает оружием, Пёрвис хладнокровно убивает его. Когда Мэйпс и Фостер предлагают поровну разделить долю Бенни, Пёрвис отвечает, что она пойдет его жене. Затем он поручает им избавиться от тела Бенни. Выйдя во двор, бандиты решают разделиться — Фостер на машине увозит тело Бенни, а Мэйпс остаётся следить за Пёрвисом, чтобы тот не сбежал с деньгами. Фостер в порту топит машину с телом Бенни, тонущую машину замечает проезжающий мимо полицейский патруль, давая сигнал об обнаружении преступников. Фостер тем временем заводит заранее подготовленную моторную лодку, на которой банда собирается скрыться по морю. Вскоре на месте оказываются Корделл и Райан, начинается перестрелка, в ходе которой убивают Фостера. Бандиты по одному пытаются пробраться к лодке, Мэйпсу это удаётся, и он по морю отрывается от полиции. Пока внимание полиции сосредоточено на лодке, Пёрвису с деньгами удаётся незаметно покинуть территорию из порта.
В полицейской картотеке на Бенни и Фостера имеется обширное досье как на преступников, неоднократно нарушавших закон. Изучая связи преступников, детективы выясняют, что третьим участником ограбления мог быть Мэйпс, который часто работал вместе с Фостером. Однако Корделл убеждён, что никто из этих бандитов не смог бы так умно и тщательно проработать весь план ограбления, и ими явно руководил кто-то другой. Однако ни его имени, ни отпечатков пальцев полиции установить не удалось. Корделл и Райан направляются с обыском в квартиру Бенни, где обнаруживают фотографию Ивонн с дарственной подписью, а также спичечную коробку с телефонным номером Пёрвиса. Набрав номер, Корделл выясняет, что это мотель, в котором преступник зарегистрировался под именем Белл.
Тем временем в мотеле Пёрвис встречается с Ивонн, показывая ей чемодан с деньгами. Затем он говорит, что некоторое время им не следует встречаться, так как за ней может быть установлена слежка как за женой Бенни. А через две недели, когда закончится её контракт в театре, она тихо уволится и они с деньгами уедут за границу. Вскоре после ухода Ивонн к мотелю подъезжает полиция. Не успев собрать свои вещи, Пёрвис с чемоданом денег прыгает в окно, и задними дворами успевает скрыться. Исследуя вещи Пёрвиса, с которых в целях безопасности он даже отрезал ярлычки, криминалисты находят на одной из рубашек след от губной помады, которая обычно используется в качестве театрального грима. Детективы направляются в театр бурлеска, где работает Ивонн.
В театре Корделл и Райан замечают Мэйпса, который пришёл туда в поисках Пёрвиса, чтобы получить свою долю. Легко задержав его в зрительном зале, они выясняют у него, что банду возглавляет Пёрвис, который и застрелил копа, а также о связи Пёрвиса с Ивонн. Полиция устанавливает постоянную слежку за танцовщицей, а также размещает в её гримёрке и автомобиле подслушивающие устройства.
Однажды после очередного выступления в своей гримёрке Ивонн заявляет директору театра, что увольняется с завтрашнего дня. Услышав это, детективы понимают, что, вероятно, готовится побег. Чтобы Ивонн вывела детективов на Пёрвиса, Райан предлагает выдать себя за Мэйпса, которого танцовщица не знает в лицо. В баре Райан под видом Мэйпса подходит к Ивонн и требует немедленно связать его с Пёрвисом, чтобы получить свои деньги. Однако в этот момент Пёрвис входит в зал и понимает, что с Ивонн беседует коп, выдающий себя за Мэйпса. Издалека он показывает Ивонн, что заходит в будку таксофона. Поняв его действия, Ивонн идёт к другому таксофону в зале и в присутствии Райана договаривается с Пёрвисом о встрече, однако Райан не слышит, какие инструкции даёт ей Пёрвис. Вернувшись к столику, Ивонн пихает Райана и пытается сбежать через служебный выход. Во дворе Райан догоняет её, однако сзади к нему подходит Пёрвис, и, угрожая оружием, приказывает сесть в машину Ивонн.
Пёрвис не знает, что машина Ивонн прослушивается, и, пользуясь этим, Райан вслух произносит названия улиц, по которым они проезжают, что позволяет Корделлу осуществлять преследование. Почувствовав, что-то неладное, Пёрвис приказывает Ивонн остановиться, выводит детектива из машины и стреляет в него. Затем он намеревается добить Райана, «чтобы не оставлять никаких концов», но в этот момент неподалеку проезжает патрульная машина, и парочка решает сбежать с места преступления. Тяжело раненый Райан заползает в салон автомобиля и кричит, что Пёрвис и Ивонн направляются в аэропорт, где у них заказан частный самолёт.
Когда Пёрвис и Ивонн уже сидят вдвоём в салоне маленького транспортного самолёта, и пилот готовится к взлёту, диспетчер по указанию полиции, выясняет у пилота, есть ли на борту незаконные пассажиры, а затем даёт указание остановиться на резервной полосе. Увидев в окно приближающуюся полицию, Пёрвис сначала угрожает пилоту, пытаясь заставить его взлететь, а затем выскакивает из самолёта с чемоданом денег. В этот момент полиция замечает его и открывает огонь. Пёрвис отстреливается и пытается скрыться, убегая по взлётно-посадочной полосе, но попадает под садящийся самолёт, который сбивает его и давит насмерть.
Некоторое время спустя Корделл навещает в госпитале выздоравливающего Райана, демонстрируя ему журнальную статью об этом деле, в которой отдельно отмечен и их личный вклад.

## В ролях
- Чарльз Макгроу — лейтенант Джим Корделл
- Адель Джергенс — Ивонн ЛеДу, она же миссис Бенни МакБрайд
- Уильям Тэлман — Дейв Пёрвис, он же Мартин Белл
- Дуглас Фоули — Бенни Макбрайд
- Стив Броуди — Эл Мэйпс
- Дон Макгуайр — детектив Дэнни Райан
- Джеймс Флэвин — лейтенант Филлипс
- Джин Эванс — Уильям «Эйс» Фостер

## Создатели фильма и исполнители главных ролей
Как отмечает историк кино Роджер Фристоу, в начале своей карьеры на студии РКО «сын легендарного мультипликатора Макса Флейшера», режиссёр «Ричард Флейшер был мастером фильма нуар категории В». По словам кинокритика Хэла Эриксона, некоторые «ценители авторского режиссёрского стиля считают, что Флейшер сделал свои лучшие работы, именно когда трудился на этой студии». Фристоу пишет, что «позднее Флейшер обратится к крупнобюджетным постановкам, таким как „20 тысяч лье под водой“ (1954) и „Доктор Дулиттл“ (1967), однако все его претензии на статус режиссёра авторского кино относятся только к периоду работы на РКО, когда он также поставил классический низкобюджетный нуар „Узкая грань“ (1952), также с Макгроу в главной роли».
Обладающий внешностью и голосом типичного нуарового героя, Чарльз Макгроу сыграл главные роли в фильмах нуар «Угроза» (1949), «Блокпост» (1951) и «Узкая грань» (1952). Он также исполнил значимые роли второго плана в фильмах нуар «Убийцы» (1946), «Грубая сила» (1947), «Агенты казначейства» (1947), «Длинная ночь» (1947), «Гангстер» (1947), «Берлинский экспресс» (1948), «Переулок» (1950) и «Женщина его мечты» (1951), последний из них также поставил Флейшер. Среди работ в других жанрах с участием Макгроу выделяются военная драма режиссёра Марка Робсона «Мосты у Токо-ри» (1954) и тюремная драма Стенли Крамера «Не склонившие головы» (1958). Позднее Макгроу сыграл небольшие роли в фильмах Стенли Кубрика «Спартак» (1960), Альфреда Хичкока «Птицы» (1963) и Ричарда Брукса «Хладнокровное убийство» (1967).
Уильям Тэлман, который впоследствии прославился ролью «вечно проигрывающего прокурора в телесериале „Перри Мейсон“ (1957—1966)», в 1950-е годы сыграл запоминающиеся роли в фильмах нуар «Рэкет» (1951), «Попутчик» (1953), «Город, который никогда не спит» (1953), «Тюрьма, США» (1955) и «Побег из тюрьмы» (1955).
Адель Джергенс сыграла свои самые значимые роли на рубеже 1940-50-х годов в мюзикле «С небес на землю» (1947), фильмах нуар «Я люблю проблемы» (1948), «Переулок» (1949) и «Звук ярости» (1950), криминальной комедии «Блондинка с динамитом» (1950), мюзикле «Плавучий театр» (1951) и фантастическом фильме «День, когда земле пришёл конец» (1955). Она завершила кинокарьеру в 1956 году в возрасте 39 лет.

## Роль фильма в становлении субжанра фильмов об ограблении
По мнению Фристоу, фильм выделяется тем, что он «был одним из первых фильмов об ограблении, особого субжанра криминального кино, который сформировался только в 1950-е годы. До того времени голливудские студии соблюдали Производственный кодекс кинематографии, согласно которому „методы совершения преступлений не должны открыто и подробно демонстрироваться, чтобы… не поощрить их имитацию“. Однако, столкнувшись с опасностью того, что массовое распространение телевидения приведёт к сокращению аудитории в кинотеатрах, продюсеры начали понемногу нарушать эти правила». Далее Фристоу отмечает, что «своим прямолинейным названием, открыто демонстрируемым насилием и подробным показом планирования и исполнения преступления, вынесенного в название, „Ограбление инкассаторской машины“ прощупало почву и проложило путь таким фильмам об ограблениях, как „Асфальтовые джунгли“ (1950) и „Убийство“ (1956)».
С тех пор, констатирует журнал «TimeOut», «фильм об ограблении как субжанр фактически умер по причине того, что всё в нём стало слишком знакомо, а сами ограбления погружают зрителя в чрезмерно подробный показ деталей преступления. Но этот фильм — прокладывающий путь „Асфальтовым джунглям“ и „Убийству“ — является образцом своего жанра».

## Оценка фильма критикой

### Общая оценка фильма
После выхода фильма на экран критика оценила его достаточно позитивно. В частности, журнал «Variety» назвал фильм «вполне приемлемым», уточнив, что "РКО состряпала нормальную мелодраму про копов и грабителей… а Макгроу, Дон Макгуайр и Джеймс Флэвин в ролях копов работают очень хорошо. Тэлман и его приспешники привносят немало красок в свою тяжёлую преступную работу, а Адель Джергенс привлекательна в качестве стриптизёрши и романтического интереса Тэлмана.
Фристоу отметил, что часто этот фильм называли «квинтэссеницей низкобюджетной мелодрамы с ограблением», а Эриксон называет его «упражнением Флейшера в минималистском нуаре», далее отмечая, что "мощная (и слегка жуткая) кульминация венчает этот низкобюджетный шедевр. В свою очередь Деннис Шварц описал его как «захватывающую нуаровую эскападу с ограблением в Лос-Анджелесе, которая установила стандарт жанра».

### Художественные особенности фильма
Многие кинокритики обратили внимание сочетание в этом фильме стилизованного визуального подхода, характерного для фильмов нуар 1940-х годов, с реалистичным и даже полудокументальным стилем фильмов нуар, который получил распространение в 1950-е годы. Киновед, профессор Боб Порфиеро отметил, что картина „обладает визуальным стилем фильма нуар многих криминальных фильмов и триллеров РКО начала 1950-х годов“, включая контрастную операторскую работу, сочетающую съёмки в студии и на натуре, экспрессионистскую постановку света, глубокий фокус и тревожную музыку Роя Уэбба. Журнал «TimeOut» написал, что фильм решён как «почти документальный при показе неудачного ограбления и тех действий полиции, которые последовали вслед за ним», далее отметив, что он «отлично использует натурные съёмки в Лос-Анджелесе», а также «опирается на великолепное контрастное освещение, соединяя реальность с характерным обликом нуара».
По словам историка кино Ханса Воллстейна, используя «как стиль фильма нуар 1940-х годов, так и полудокументальный подход в духе „только факты, мэм“, ставший популярным с наступлением эры телевидения, и включая как тёмные переулки, так и яркие, залитые светом уличные сцены, простой и строгий фильм Флейшера остаётся образцом низкобюджетной мелодрамы об ограблении». Фристоу продолжает: «Используя правильные нуаровые ракурсы и глубокие тени, резко контрастирующие с залитыми солнцем уличными сценами, фильм смотрится как исторический документ Лос-Анджелеса 1950-х с показом таких памятных мест того времени, как стадион „Ригли Филд“, гавань и театр бурлеска, а также усыпанный нефтяными вышками пейзаж города Лонг-Бич».

### Оценка актёрской игры
Игра актёров удостоилась в основном положительных отзывов. Так, журнал «TimeOut» обратил внимание на «живые актёрские работы, начиная от Тэлмана в роли отвратительного главаря и Джергенс в роли порочной стриптизёрши, ведущей свою игру, до Макгроу в роли стального копа, мстящего за своего напарника». Деннис Шварц также пришёл к мнению, что «Флейшер получил хорошую игру от Макгроу в роли непреклонного копа, который охотится на того, кто убил его напарника, и от Тэлмана в роли страшного мозга банды, а также от Джергенс в роли извращённой секс-бомбы, которая знает, как обольщать мужчин». Отметив «неразговорчивого Макгроу в главной роли жёсткого, неуступчивого детектива», Воллстейн написал, что "картина также выиграла от откровенно порочного, неисправимого Уильма Тэлмана в роли серого кардинала, стоящего за неудачным ограблением, а также от присутствия соблазнительной иконы фильмов категории В Адель Джергенс в роли одной из тех крутых дамочек, кажется, рождённых для того, чтобы разрушать доверчивых второсортных гангстеров, таких как Бенни МакБрайд (Дуглас Фоули).